# Chmeli-suneli

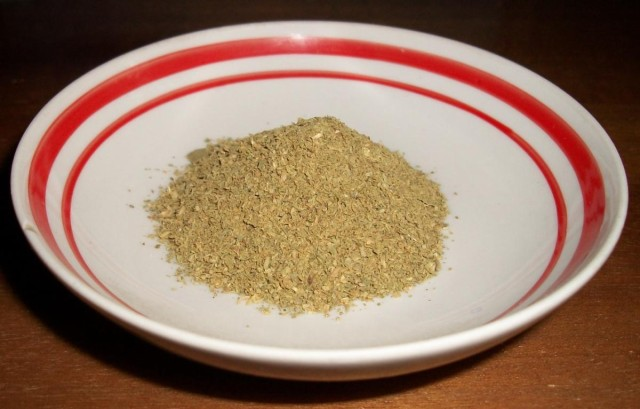
Chmeli-suneli

Chmeli-suneli (gruz. ხმელი-სუნელი) – aromatyczna, lecz nieostra mieszanka przypraw, tradycyjnie stosowana w kuchni narodów zakaukaskich, zwłaszcza w Gruzji.
W pełnej recepturze występują suszone, drobno zmielone zioła: bazylia, ostra papryka, pietruszka, seler, koper, kolendra, liść laurowy, cząber, mięta, majeranek, kozieradka, hyzop oraz krokosz barwierski lub szafran.
W skład wersji uproszczonej wchodzą tylko: bazylia, ostra papryka, koper, kolendra, majeranek i szafran.
Stosowana jest w gruzińskich potrawach, jak charczo, sos orzechowy do drobiu saciwi, a także do sporządzenia adżiki.
Zioła miesza się w równych częściach, z wyjątkiem ostrej papryki (1–2% gotowej mieszanki) i szafranu (do 0,1%). Gotowa mieszanka powinna mieć zielonkawy odcień i nadaje się do spożycia w ciągu 2 lat.